# Élections législatives de 2006 en Illinois
En 2006, les élections à la Chambre des représentants des États-Unis ont eu lieu le 7 novembre. 435 sièges devaient être renouvelés. Le mandat des représentants étant de deux ans, ceux qui ont été élus à l'occasion de cette élection siègeront dans le 110e Congrès du 3 janvier 2007 au 3 janvier 2009.
Dans l'Illinois dix-neuf sièges devaient être renouvelés. Au vu des résultats, la représentation de l'Illinois à la Chambre reste inchangé par rapport aux dernières élections de 2004 (dix démocrate contre neuf républicains). Cependant, le 26 novembre 2007, l'ancien Speaker et Représentant républicain Dennis Hastert annonce sa démission. Une élection spéciale est alors organisé le 8 mars 2008, ou le démocrate Bill W. Foster sera facilement élu. Son élection porte à onze le nombre de démocrates représentant l'Illinois à la Chambre contre huit aux républicains.

## Résultats par districts

### 1erDistrict
|  | Partis            | Candidats    | Voix    | %       |
|  | ----------------- | ------------ | ------- | ------- |
|  | Parti démocrate   | Bobby Rush   | 146,623 | 84,06 % |
|  | Parti républicain | Jason Tabour | 27,804  | 15,94 % |

Source: Our Campaigns

### 2e District
|  | Partis            | Candidats        | Voix    | %       |
|  | ----------------- | ---------------- | ------- | ------- |
|  | Parti démocrate   | Jesse Jackson    | 146,347 | 84,84 % |
|  | Parti républicain | Robert Belin     | 20,395  | 11,82 % |
|  | Parti libertarien | Anthony Williams | 5,748   | 3,33 %  |

Source: Our Campaigns

### 3e District
|  | Partis            | Candidats          | Voix    | %       |
|  | ----------------- | ------------------ | ------- | ------- |
|  | Parti démocrate   | Dan Lipinski       | 127,768 | 77,10 % |
|  | Parti républicain | Raymond Wardingley | 37,954  | 22,90 % |

Source: Our Campaigns

### 4e District
|  | Partis            | Candidats      | Voix   | %       |
|  | ----------------- | -------------- | ------ | ------- |
|  | Parti démocrate   | Luis Gutiérrez | 69,910 | 85,84 % |
|  | Parti républicain | Ann Melichar   | 11,532 | 14,16 % |

Source: Our Campaigns

### 5e District
|  | Partis            | Candidats    | Voix    | %       |
|  | ----------------- | ------------ | ------- | ------- |
|  | Parti démocrate   | Rahm Emanuel | 114,319 | 77,99 % |
|  | Parti républicain | Kevin White  | 32,250  | 22,01 % |

Source: Our Campaigns

### 6e District
|  | Partis            | Candidats       | Voix   | %       |
|  | ----------------- | --------------- | ------ | ------- |
|  | Parti républicain | Peter Roskam    | 91,382 | 51,35 % |
|  | Parti démocrate   | Tammy Duckworth | 86,572 | 48,65 % |

Source: Our Campaigns

### 7e District
|  | Partis            | Candidats          | Voix    | %       |
|  | ----------------- | ------------------ | ------- | ------- |
|  | Parti démocrate   | Danny Davis        | 143,071 | 86,70 % |
|  | Parti républicain | Charles Hutchinson | 21,939  | 23,30 % |

Source: Our Campaigns

### 8e District
|  | Partis            | Candidats       | Voix   | %       |
|  | ----------------- | --------------- | ------ | ------- |
|  | Parti démocrate   | Melissa Bean    | 93,355 | 50,91 % |
|  | Parti républicain | David McSweeney | 80,720 | 44,02 % |
|  | Moderate          | Bill Scheurer   | 9,312  | 5,08 %  |

Source: Our Campaigns

### 9e District
|  | Partis            | Candidats       | Voix    | %       |
|  | ----------------- | --------------- | ------- | ------- |
|  | Parti démocrate   | Jan Schakowsky  | 122,852 | 74,59 % |
|  | Parti républicain | Michael Shannon | 41,858  | 25,41 % |

Source: Our Campaigns

### 10e District
|  | Partis            | Candidats | Voix    | %       |
|  | ----------------- | --------- | ------- | ------- |
|  | Parti républicain | Mark Kirk | 107,929 | 53,38 % |
|  | Parti démocrate   | Dan Seals | 94,278  | 46,62 % |

Source: Our Campaigns

### 11e District
|  | Partis            | Candidats    | Voix    | %       |
|  | ----------------- | ------------ | ------- | ------- |
|  | Parti républicain | Jerry Weller | 109,009 | 55,09 % |
|  | Parti démocrate   | John Pavich  | 88,846  | 44,91 % |

Source: Our Campaigns

### 12e District
|  | Partis          | Candidats      | Voix    | %        |
|  | --------------- | -------------- | ------- | -------- |
|  | Parti démocrate | Jerry Costello | 157,802 | 100,00 % |

Source: Our Campaigns

### 13e District
|  | Partis            | Candidats    | Voix    | %       |
|  | ----------------- | ------------ | ------- | ------- |
|  | Parti républicain | Judy Biggert | 119,720 | 58,34 % |
|  | Parti démocrate   | Joe Shannon  | 85,507  | 41,66 % |

Source: Our Campaigns

### 14e District
|  | Partis            | Candidats      | Voix    | %       |
|  | ----------------- | -------------- | ------- | ------- |
|  | Parti républicain | Dennis Hastert | 117,870 | 59,79 % |
|  | Parti démocrate   | John Laesch    | 79,274  | 40,21 % |

Source: Our Campaigns

#### Élection Partielle
- L'élection s'est tenu le 8 mars 2008

|  | Partis            | Candidats      | Voix   | %       |
|  | ----------------- | -------------- | ------ | ------- |
|  | Parti démocrate   | Bill Foster    | 52,205 | 52,53 % |
|  | Parti républicain | James Oberweis | 47,180 | 47,47 % |

Source: Our Campaigns

### 15e District
|  | Partis            | Candidats   | Voix    | %       |
|  | ----------------- | ----------- | ------- | ------- |
|  | Parti républicain | Tim Johnson | 116,810 | 57,59 % |
|  | Parti démocrate   | David Gill  | 86,025  | 42,41 % |

Source: Our Campaigns

### 16e District
|  | Partis            | Candidats       | Voix    | %       |
|  | ----------------- | --------------- | ------- | ------- |
|  | Parti républicain | Donald Manzullo | 125,508 | 63,55 % |
|  | Parti démocrate   | Dick Auman      | 63,462  | 32,13 % |
|  | Indépendant       | John Borling    | 8,523   | 4,32 %  |

Source: Our Campaigns

### 17e District
|  | Partis            | Candidats         | Voix    | %       |
|  | ----------------- | ----------------- | ------- | ------- |
|  | Parti démocrate   | Phil Hare         | 115,025 | 57,17 % |
|  | Parti républicain | Andrea Lane Zinga | 86,161  | 42,83 % |

Source: Our Campaigns

### 18e District
|  | Partis            | Candidats        | Voix    | %       |
|  | ----------------- | ---------------- | ------- | ------- |
|  | Parti républicain | Ray LaHood       | 150,194 | 67,28 % |
|  | Parti démocrate   | Steve Waterworth | 73,052  | 32,72 % |

Source: Our Campaigns

### 19e District
|  | Partis            | Candidats    | Voix    | %       |
|  | ----------------- | ------------ | ------- | ------- |
|  | Parti républicain | John Shimkus | 143,491 | 60,71 % |
|  | Parti démocrate   | Danny Stover | 92,861  | 39,29 % |

Source: Our Campaigns